# Волга-Волга
«Во́лга-Во́лга» — советская музыкальная комедия режиссёра Григория Александрова, премьера которой состоялась 24 апреля 1938 года.

## Сюжет
События фильма разворачиваются вокруг двух групп самодеятельных артистов из вымышленного провинциального городка Мелководска, расположенного где-то на Урале, около реки Чусовой, которые направляются в Москву на конкурс художественной самодеятельности под названием «Московская музыкальная олимпиада». Большинство сцен фильма происходит на трех судах, плывущих по Волге: колёсном пароходе «Севрюга», парусно-вёсельном судне «Лесоруб» и позже – теплоходе «Иосиф Сталин».
Главные герои фильма: письмоносица по прозвищу Стрелка из самодеятельного ансамбля, исполняющего народную музыку, и Алексей Трубышкин, руководитель симфонического оркестра, играющего классическую музыку. Они являются влюбленной парой, но индивидуализм и гордость в них, кажется, сильней, чем романтические чувства. Во время беседы на сломавшемся посреди реки пароме Алексей хвалится Стрелке своей игрой на трубе, а Стрелка исполняет песню, которую якобы сочинила ее подруга, некая «письмоносица Дуня», и просит его оценить эту песню. Песня не нравится Алексею, они ссорятся, обвиняя друг друга в бездарности.
На берег прибывает начальник управления мелкой кустарной промышленности города Мелководска, Иван Иванович Бывалов, бюрократ и карьерист, мечтающий о службе в Москве, для которого Стрелка везла телеграму-молнию. Телеграмму приходится зачитать криком прямо с парома посреди реки. Но вместо ожидаемого повышения и перевода в Москву в телеграмме было приглашение на Музыкальную олимпиаду, проходящую в Москве. Разочарованный Бывалов уверен в том, что в захолустном Мелководске нет талантов, которые могли бы достойно выступить на конкурсе такого высокого уровня, поэтому отвечает отказом. Однако Стрелка наотрез отказывается посылать ответную телеграмму, настаивая, что талантов в городке с избытком.
После этого она подговаривает самодеятельных артистов города показать Бывалову свои таланты. Из-за каждого угла на него выскакивают танцоры, гармонисты или ложкари, на площади его оглушил оркестр Трубышкина. Даже милиционер, к которому обратился за помощью Бывалов, вместо обычного свиста начал извлекать из своего свистка соловьиные трели.
Алексею удаётся найти правильный подход к Бывалову, предложив тому отправить своих музыкантов под его «чутким руководством» на спешно починенном пароходе «Севрюга», подаренном США России (о чем поет куплет лоцман). Артистов из коллектива Стрелки на него не пускают. Но Стрелка, не желая уступать первенство Алексею, вместе со своим коллективом отправляется в столицу, чтобы представить песню о Волге (которую она написала сама, но всем сказала, что это «песня Дуни»), в обход: пешком по болотам с проводником, потом сплавляются на плотах, а затем — на старинном парусном судне "Лесоруб". Парусник нагоняет севший на мель пароход Бывалова, после чего так же садится на мель по вине того же самонадеянного лоцмана.
В дороге Стрелка вместе со своими друзьями разучивает песню о Волге. Руководители ансамблей нечаянно меняются местами, и оба коллектива принимают решение: совместно исполнять на Олимпиаде песню Стрелки о Волге. Музыканты симфонического оркестра записывают мелодию на именных листках Бывалова, но во время шторма ветер разносит листки по реке, и песня уходит в народ, немедленно получая оглушительную популярность.
Прибыв в Москву позже своей славы, коллектив слышит отовсюду песню, которую готовили на конкурс, и понимает, что выступать теперь не с чем. Стрелку товарищи обвиняют в плагиате. В Москве из-за именных листов Бывалова считают автором песни, однако он, будучи обделён любыми талантами, вынужден во всём признаться и организовать поиски Дуни, так как все считают, что это она является автором. На Олимпиаду привозят всех Дунь из Мелководска. Все они показывают свои таланты: поют и пляшут, но автора среди них нет. Затем Стрелка мирится с Алексеем, признаётся в авторстве песни и получает заслуженную награду на Олимпиаде.

## В ролях
- Игорь Ильинский — Иван Иванович Бывалов, начальник Управления мелкой кустарной промышленности, г. Мелководск
- Любовь Орлова — Авдотья (Дуня) Петрова, письмоносица по прозвищу Стрелка
- Владимир Володин — старый лоцман
- Павел Оленев — Кузьма Иванович, водовоз / повар
- Сергей Антимонов — Охапкин, дворник
- Андрей Тутышкин — Алёша Трубышкин, счетовод
- Анатолий Шалаев — юный композитор
- Мария Миронова — Зоя Ивановна, секретарь Бывалова
- Никита Кондратьев — Филипп Иванович, официант
- Всеволод Санаев — лесоруб / участник симфонического оркестра
- Алексей Долинин — милиционер
- Иван Чувелев — представитель Олимпиады
- Эммануил Геллер — фото-корреспондент (нет в титрах)

## Съёмочная группа
- Автор сценария: Николай Эрдман, Григорий Александров
- Кинорежиссёр: Григорий Александров
- Композитор: Исаак Дунаевский
- Главный кинооператор: Владимир Нильсен, Борис Петров
- Текст песен: Василий Лебедев-Кумач
- Ассистенты режиссёра: Константин Юдин, Вартан Кишмишев, Белла Фридман
- Звукооператор: Евгений Нестеров
- Кинооператор: В. С. Переславцев
- Кинооператор рир-проекции : А. Г. Болтянский
- Балетмейстер: Г. Шаховская
- Кинорежиссёр-монтажёр: Е. Ладыженская
- Звукооформитель: Р. Лукина
- Художники: Георгий Гривцов, М. Карякин
- Художник по костюмам: К. Ефимов
- Гримёр: Л. Порозов
- Директора группы: И. Зайонц, Б. Брянцев
- Администратор: Э. Солуянов
- Ассистенты кинооператора: С. Галадж, Г. Комиссаров, И. Панов

## Создание

### Предыстория
Фильм «Волга-Волга», работа над которым велась создателями более 4 лет, является «эпическим» полотном о жизни и достижениях СССР второй половины 1930-х годов, в частности только что открытого канала Волга — Москва, своего рода киносимволом той эпохи. Комедия «Волга-Волга» была любимым фильмом И. В. Сталина.
Поводом для создания сценария фильма послужила история, которая произошла с Григорием Александровым, когда он работал над своей первой самостоятельной картиной «Весёлые ребята». В то время, в середине 1930-х годов в СССР проводилось большое количество конкурсов, творческих слётов, Олимпиад и других подобных мероприятий.
На одном из таких смотров художественной самодеятельности режиссёр познакомился с талантливой деревенской девушкой, которую её начальство, несмотря ни на какие уговоры, не отпускало в столицу для участия в съёмках. Этот случай запомнился Александрову, и он решил отразить его в своей ленте, чтобы высмеять бюрократов, мешающих своим подчинённым реализовать свой творческий потенциал, и вскоре воплотил свой замысел в жизнь. В своих мемуарах режиссёр писал:

В то время появился лозунг «Биться за самодеятельность». Самодеятельному творчеству масс уделялось большое внимание. А многие не понимали его значения как формы общественной деятельности, как одного из путей направления энергии и инициативы народа в творческое русло. Главным препятствием на пути самодеятельности, как указывалось, был бюрократизм.

Перед тем как приступить к съемкам фильма «Волга-Волга», творческая группа создателей фильма на паровой яхте «Свияга» совершила путешествие по Москве-реке, Оке, Волге, Каме, Белой и Чусовой. Они приставали у многих городов и сел, бросали якорь и в безлюдных местах, где знакомились с самодеятельностью городов, сел и деревень, выбирали места для будущих съемок. Были в Чебоксарах, где с композитором Дунаевским на волжском берегу обсуждали вопросы будущей картины.

### Прокат
Фильм «Волга-Волга» вышел в прокат 24 апреля 1938 года.
Один из немногих советских фильмов, который в годы Великой Отечественной войны демонстрировался на оккупированных территориях СССР.

## Музыка и песни
| Название песни              | Вступительные слова                                                                                         | Исполнитель          |
| --------------------------- | --- | -------------------- |
| Пролог                      | Разрешите, милый зритель, зритель, зритель, милый зритель, разрешите задержать прологом вас…                |                      |
| Песенка водовоза            | Удивительный вопрос: почему я — водовоз?                                                                    | Павел Оленев         |
| Куплеты официанта и поваров | Есть у нас старый дедовский квас.                                                                           |                      |
| Лирическая песня            | Дорогой широкой, рекой голубой хорошо нам плыть вдвоём с тобой.                                             | Софья Преображенская |
| Молодёжная                  | Вьётся дымка золотая, придорожная.                                                                          | Любовь Орлова        |
| Песня о Волге               | Словно тучи, печально и долго над страной проходили века, и слезами катилася Волга — необъятная наша река.  | Любовь Орлова        |
| Куплеты лоцмана             | Я, моряк, бывал повсюду, видел сотни разных рек.                                                            | Владимир Володин     |
| Эпилог                      | Покидать места вам рано, рано, рано! Разрешите нам с экрана вам сказать десяток строк, чтобы ясен был итог. |                      |

Также в фильме использован музыкальный момент Франца Шуберта. Песни из кинофильма иногда транслировались по радио, включая всесоюзное радио. Музыка и песни из кинофильма выпускались на грампластинках «Грампласттрест» Московским и Апрелевским заводами. С середины 1960-х выпускались на пластинках фирмой «Мелодия». Позднее, песни из фильма выпускались на аудиокассетах (в СССР — на кассетах «Свема»).

## Съёмки
Фильм снимался летом 1937 года в различных местах:
- Москва;
- Горький;
- Сарапул;
- поселок Камское Устье;
- верховья реки Чусовой;
- Волга в районе Жигулей;
- Московское море;
- только что открытый канал Москва — Волга;
- Химкинское водохранилище[1][5].

Вопреки распространенному заблуждению, Мелководск не снимался в Камышине Сталинградской области.
Для фильма пароход «Севрюга» строился в Красных Баках, ныне рабочий посёлок Нижегородской области. Фотография строительства парохода находится в Краснобаковском краеведческом музее. По свидетельству Любови Орловой, название фильма было взято из русской народной песни «Из-за острова на стрежень», которую напевал Григорий Александров, катаясь на лодке вместе с Чарли Чаплином в бухте Сан-Франциско.
Чаплин в шутку предложил режиссёру назвать свой новый фильм «Волга-Волга». К этому предложению Александров отнёсся серьёзно и действительно так и назвал свой новый фильм. Сценарист фильма Николай Эрдман незадолго до начала работы над сценарием вернулся из политической ссылки. Так как он не имел права жить в крупных городах, то поселился в Калинине, куда Александров приезжал к нему для работы над сценарием.
С другой стороны, в эмиграции в Германии режиссёр В. К. Туржанский в 1928 уже снял исторический фильм о Степане Разине с названием Волга-Волга, таким образом, Чаплин, вероятно, был знаком с этим выражением именно по фильму, где были задействованы его знакомые.
Фильм снимался в разгар Большого террора. Оператор Владимир Нильсен, снявший бо́льшую часть картины, ещё до завершения съёмок был арестован по обвинению в шпионаже и вскоре расстрелян.
Картина подвергалась редактированию: в 1950-е годы из негатива фильма были исключены кадры со взорванным памятником Сталину на канале «Москва — Волга». «Восстановленная» версия 1961 года содержит новые вступительные титры, а также частично обновлённые пояснительные титры в самой картине. В этой версии эпизод, где Стрелка бежит по палубе корабля, сокращён, поскольку в этот момент зритель видит на теплоходе крупного размера название «Иосиф Сталин». В обоих вариантах (1950-х годов и 1961 года) добавлена фирменная заставка киностудии «Мосфильм».
После того, как в СССР в 1985 году началась очередная антиалкогольная кампания, из фильма вырезали более половины песни «Водовоз», что видно по непоследовательности действий в кадре (Бывалов облит водой раньше, чем на него её плеснули). В собрании стихотворений Василия Лебедева-Кумача и других сборниках советских песен текст приводится полностью.
Гидросамолёт, показанный в фильме, — это американский гидросамолёт Sikorsky S-43 «Бэби Клиппер».
В картине Всеволод Санаев сыграл участников двух конкурирующих музыкальных коллективов — играющего на пиле «окающего» бородатого лесоруба из самодеятельного ансамбля «Стрелки» и одного из музыкантов оркестра Алексея.

## Галерея
- Кадры из фильма
- Иван Бывалов и его секретарь
- Иван Бывалов
- Письмоносица Петрова («Стрелка»)
- Письмоносица Петрова («Стрелка»)
- Алёша Трубышкин

## Награды
В 1941 году фильм был удостоен Сталинской премии первой степени.

## Критика
В воспоминаниях Вениамина Смехова говорится:

Обращаясь сегодня к «Волге-Волге», я […] нахожу её одной из самых бурлескных лент советского кино, самопародией жанра, хотя меньше всего хочу заподозрить в этом достаточно благонамеренного, но, может быть, не слишком проницательного Г. Александрова.

Режиссёр фильма Григорий Александров рассказывал историю о том, что в 1942 году Сталин пригласил посла США Гарримана и прибывшего в СССР помощника президента Гарри Гопкинса посмотреть вместе с ним фильм «Волга-Волга». Гостям фильм понравился, и Сталин, якобы в знак особого расположения, подарил через Гопкинса президенту Рузвельту копию фильма. Рузвельт посмотрел фильм и не понял, почему Сталин прислал именно его. Тогда он попросил перевести слова песен. Когда прозвучала песня, посвящённая пароходу «Севрюга»: «Америка России подарила пароход: / С носа пар, колёса сзади, / И ужасно, и ужасно, / И ужасно тихий ход», он воскликнул: «Вот теперь понятно! Сталин упрекает нас за тихий ход, за то, что мы до сих пор не открыли второй фронт». По другой версии, Рузвельт подумал, что это намёк на низкое качество поставок по ленд-лизу. Однако биограф Орловой — Александр Хорт сомневается в достоверности данного эпизода: «Следует заметить, что, возможно, перед нами очередная легенда, рассказ этот исходит от Григория Александрова, воспоминания которого не отличаются большой правдивостью». Биограф рассказывает, что киновед Валерий Головской в своё время пытался найти в американских архивах документальные подтверждения просмотра фильма Рузвельтом, и не смог их обнаружить.

## Колоризованная версия
14 февраля 2010 года по Первому каналу была показана колоризованная версия фильма «Волга-Волга». Работы по колоризации проводились в Лос-Анджелесе по заказу «Первого канала». Для колоризации был выбран именно подвергшийся цензуре вариант 1950-х годов, до этого уже изданный в чёрно-белом исполнении киновидеообъединением «Крупный план» на VHS в серии «Киноклассика России» и на DVD. Этот вариант числится в ГФФ исходным, поскольку в 1950-х годах редактировался сам негатив. На месте кадров со статуей Сталина в данном варианте — чёрная проклейка, но с фонограммой. При создании цветного варианта эти секунды удалены вовсе.

## Ремейки и пародии
В 2006 году свою версию «Волга-Волги» сделал В. Мамышев-Монро.[значимость факта?]